# Trzylatków Mały
Trzylatków Mały (prononciation : [tʂɨˈlatkuf ˈmawɨ]) est un village polonais de la gmina de Błędów dans le powiat de Grójec de la voïvodie de Mazovie dans le centre-est de la Pologne.
Il se situe à environ 14 kilomètres au sud-ouest de Grójec (siège du powiat) et à 50 kilomètres au sud-ouest de Varsovie (capitale de la Pologne).
Le village possède approximativement une population de 80 habitants en 2006.

## Histoire
De 1975 à 1998, le village appartenait administrativement à la voïvodie de Radom.